# Gracie Cole
Grace Elizabeth Agnes Annie „Gracie“ Cole (* 8. September 1924 in Rowlands Gill; † 28. Dezember 2006 in Westcott, Surrey) war eine britische Jazz- und Unterhaltungsmusikerin (Trompete), die in den 1940er Jahren Leadsolistin in Ivy Bensons All-Girls-Band war und in den 1950er Jahren eine eigene Band leitete.

## Leben und Wirken
Cole wuchs im Wesentlichen in Yorkshire auf. Ihr Vater, der als Berufsmusiker in Bergwerkskapellen spielte, brachte ihr im Alter von zwölf Jahren das Kornettspielen bei. Als Teenager spielte sie in lokalen Blasorchestern, unter anderem in der Firbeck Colliery Band an der Seite ihres Vaters. 1939, im Alter von 15 Jahren, hatte sie einen ersten landesweiten Auftritt in der Children’s Hour von BBC Radio.
1940, in einer Zeit, als Blasorchester noch eine reine Männerdomäne waren und keine der Spitzenformationen weibliche Musikerinnen einsetzte, wurde sie als Gastsolistin der Besses o’ th’ Barn Band eingeladen, mit der sie auch in den folgenden drei Jahren auftrat. In der Grimethorpe Colliery, der sie 1942 beitrat, war sie die erste Frau, die an den Belle-Vue-Meisterschaften teilnahm. 1942 bewarb sie sich als erste Frau um das Alexander-Owen-Gedächtnisstipendium, das sie auch erhielt.
Später im Jahr 1942 wurde Cole in die Streitkräfte einberufen, um ihren Kriegsdienst zu leisten. Auf Anraten ihres Vaters wechselte sie zur Trompete und schloss sich der All Girls Band von Gloria Gay an, gefolgt von einer kurzen Zeit bei Rudy Starita und seinen Starlites. Im November 1945 schloss sie sich für die nächsten fünf Jahre der Band von Ivy Benson als Lead-Trompeterin und Solistin an, mit der sie zur Truppenbetreuung in Europa und dem Nahen Osten unterwegs war; u. a. war sie 1945 in einer Radio-Übertragung aus Hamburg unmittelbar nach der Weihnachtsansprache von George VI. zu hören. Mit dieser Formation war sie zwischen 1947 und 1949 an drei Aufnahmesessions beteiligt.
1950 wechselte Cole in das Orchester von George Evans; im Folgejahr heiratete sie dessen Posaunisten, Bill Geldard. Mit diesem wechselte sie zum Royal Air Force Dance Orchestra, den Squadronaires, wo sie wiederum die einzige Frau war. Allerdings machten ihr dort Vorurteile ihrer männlichen Kollegen das Leben so schwer, dass sie den Klangkörper verließ, um ihre eigene reine Frauenband zu gründen, die sie zwischen 1952 und 1956 mit weiteren Solistinnen wie Lena Kidd leitete. Die Band trat mit Jazz und Popmusik auf und begleitete Gastsängerinnen wie Cleo Laine. Musikalisch war sie der Band von Benson überlegen.
1958 leitete Cole nach einer Babypause eine mit Männern besetzte Band in den Mecca Ballrooms und trat dann mit der Denny Boyce Band im Wimbledon Palais auf, bevor sie sich 1960 dem Orchester Sydney Lipton im Grosvenor House anschloss. Die Geburt ihrer zweiten Tochter später im selben Jahr führte dazu, dass sie von da an nur noch freiberuflich spielte. Gemeinsam mit ihrem Mann setzte sie sich für die Förderung lokaler Blaskapellen ein.
Sie trat auch als Schauspielerin in einigen Spielfilmen auf. 1990 wurde sie zum Freeman of the City of London ernannt.